# موشک کروز پاوه

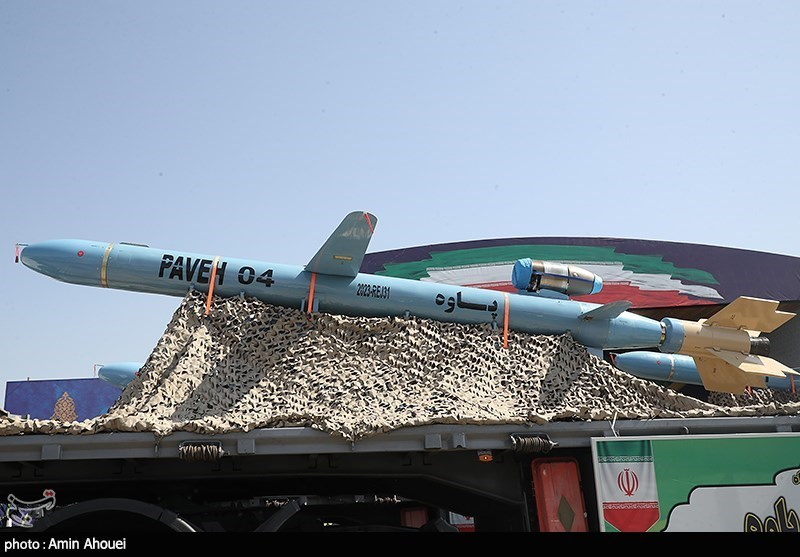
موشک پاوه

پاوه یک موشک کروز دوربرد زمین به زمین ایرانی و ساخت سپاه پاسداران است که برد آن به ۱٬۶۵۰ کیلومتر رسد.
ریشه نام این موشک به شهر پاوه برمیگردد که نام یک سردار ساسانی بوده است که در مقابل حمله اعراب مسلمان مقاومت کرده است و همچنین پاوه به معنی پابرجا یا آنجا در زبان کُردی (هورامی) است.

## توانایی‌ها
برد این موشک ۱٬۶۵۰ کیلومتر است.

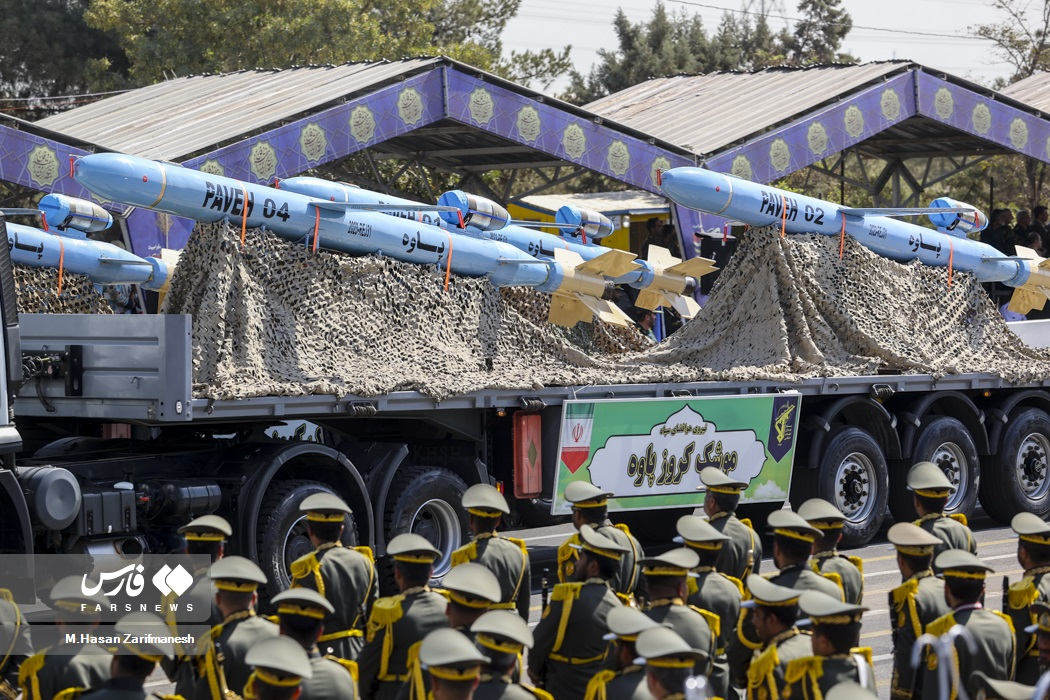
موشک پاوه در رژهٔ نیروهای مسلح ایران

پاوه روی بدنه خود از بال‌های جمع شونده استفاده می‌کند و موتور این موشک کروز نیز خارج از بدنه و درقسمت بالایی آن قرار دارد.
پاوه این توانایی را دارد که مسیرهای مختلفی را برای رسیدن به هدف طی کند؛ یعنی قبل از رسیدن به هدف به میزان لازم گردش می‌کند و از جهتی دیگر به هدف حمله می‌کند.
یکی دیگر از قابلیت‌های موشک‌های کروز «پاوه» توانایی این موشکها در حمله دسته جمعی و برقراری ارتباط با یکدیگر در هنگام حمله است. در این روش یکی از موشکها به عنوان رهبر گروه موشکی مهاجم عمل می‌کند و موشک‌های دیگر را هدایت می‌کند. در صورت لزوم، یک یا چند موشک مورد هدف توسط فرمانده جوخه به جلو فرستاده می‌شود و درواقع طعمه می‌شوند تا راه را برای اصابت دقیق موشکهای دیگر بازکنند.
رسانه‌های جمهوری اسلامی ایران اعلام کرده‌اند که برد موشک‌های جدید برای رسیدن به اسرائیل کافی است.
در تاریخ ۱۳ فروردین ۱۴۰۳ جنگنده‌های اسرائیلی با حمله به کنسولگری ایران در دمشق باعث تخریب این ساختمان و جان باختن تعدادی از مستشاران نظامی ایران گردیدند، ایران نیز در پاسخ متقابل بامداد ۲۶ فروردین ده‌ها فروند موشک از نوع پاوه به سمت اسرائیل شلیک نمود.